# Michael Düsing (Heimatforscher)
Michael Düsing (* 23. August 1947 in Colmnitz; † 21. November 2020) war ein deutscher Heimatforscher und Autor. Er beschäftigte sich mit dem jüdischen Leben auf dem Gebiet des Landkreises Mittelsachsen, insbesondere auch mit dem Holocaust.

## Leben
Düsing schloss seine schulische Ausbildung 1966 in Freiberg mit dem Abitur ab. Danach absolvierte er bis 1970 ein Studium der Marxistisch-Leninistischen Philosophie an der Humboldt-Universität zu Berlin. In den Jahren 1977 und 1985 promovierte Düsing zum Dr. sc. phil. Anschließend wurde er wissenschaftlicher Assistent an der Fakultät für Gesellschaftswissenschaften, später Dozent für Marxismus-Leninismus, an der Bergakademie Freiberg. Nach der politischen Wende wurde Düsing 1990 an der Bergakademie entlassen.
Zwischen 1991 und 1992 arbeitete er am Freiberg-Kolleg als Lehrer im Hochschuldienst. Anschließend leitete Düsing bis 2009 die Standorte Freiberg und Heidenau des Christlichen Jugenddorfwerkes (CJD) Chemnitz. Anfang 2010 ging er in den Ruhestand. Im Mehrgenerationenhaus „Buntes Haus“ in Freiberg leitete Düsing danach ehrenamtlich die Geschichtswerkstatt, die inzwischen in die Trägerschaft der Eckert Schulen in Freiberg übernommen wurde.
Ab den 1990er Jahren erforschte er das Leben von Juden in Freiberg. Später erweiterte Düsing seine Forschungen auf das Gebiet des Landkreises Mittelsachsen. Bis dahin war die erst in der Mitte des 19. Jahrhunderts nach der Aufhebung des Aufenthaltsverbots für Juden in den Bergstädten beginnende Geschichte der Juden in Freiberg noch unerforscht. Sein 1991 am Freiberg-Kolleg begonnenes Unterrichtsprojekt zum jüdischen Leben in Freiberg setzte er ab 1992 beim CJD fort. Zwischen 2001 und 2004 erfolgte im Rahmen des Xenos-Projektes „Shalom“ mit Unterstützung des Vereins Hatikva und der Dresdner Bildungs- und Begegnungsstätte für jüdische Geschichte und Kultur unter Anleitung von Heike Liebsch eine Erfassung der ca. 3.000 Grabsteine des Neuen Jüdischen Friedhofes in Dresden. Seine Forschungsergebnisse präsentierte Düsing in mehreren Publikationen und Ausstellungen, darunter u. a. in der Freiberger Nikolaikirche. Auf Düsings Initiative erfolgte in Freiberg die Verlegung mehrerer sogenannter „Stolpersteine“, die an jüdische Einwohner und ihre Verfolgung während der Zeit des Nationalsozialismus erinnern sollen.
Für sein Werk „Mein Weg, Herr Oberbürgermeister, ist schon bestimmt“. Judenverfolgung in Freiberg 1933–1945 wurde Düsing im Jahre 2014 mit dem Sächsischen Landespreis für Heimatforschung ausgezeichnet. Im selben Jahr wurde er für sein Engagement zur Aufarbeitung der Geschichte der Juden in Freiberg mit dem Bürgerpreis der Stadt Freiberg geehrt. Die Laudatio hielt der Freiberger Oberbürgermeister Bernd-Erwin Schramm. Düsing war Ehrenvorsitzender des Freiberger Zeitzeugnisvereins.
Düsing war verheiratet und hatte zwei Töchter.

## Auszeichnungen
- 2003: Andreas-Möller-Geschichtspreis der Stiftung für Kunst und Kultur der Kreissparkasse Freiberg und des Freiberger Altertumsvereins e.V.
- 2010: Sächsischer Landespreis für Heimatforschung, Ehrenurkunde
- 2014: Sächsischer Landespreis für Heimatforschung, 1. Preis
- 2014: Bürgerpreis der Stadt Freiberg

## Publikationen
- Der „religiöse Sozialismus“ in der Weimarer Republik. Eine weltanschaulich-ideologische Analyse. (Dissertation), Freiberg 1977.
- Protestantische Theologie, streitbarer Materialismus und Naturwissenschaft in der Epoche der allgemeinen Krise des Kapitalismus bis 1933 in Deutschland. (Dissertation B), Leipzig 1985.
- Jüdisches Leben in der Bergstadt Freiberg. Eine Spurensuche. Projektarbeit einer Schülergruppe am Freiberg Kolleg, Eigenverlag 1992.
- Jüdisches Leben in der Bergstadt Freiberg. Teil 2, Eigenverlag 1995.
- Hrsg.: Glück Auf, mein Freiberg! – Erinnerungen und Lebensschicksale jüdischer Bürger in den sächsischen Bergstädten Freiberg und Oederan. 1995.
- Bearb.: Chaim Don: Die Blutprobe. CJD Chemnitz im Christlichen Jugenddorfwerk Deutschlands e. V., Norderstedt, Libri Books on Demand, ISBN 3-89811-829-0.
- Hrsg.: Wir waren zum Tode bestimmt: Lódz – Theresienstadt – Auschwitz – Freiberg – Oederan – Mauthausen. Jüdische Zwangsarbeiterinnen erinnern sich. CJD Chemnitz. Forum Verlag Leipzig, 2002, ISBN 3-931801-27-6.
- Das Freiberger Kaufhaus Schocken – eine Spurensuche, Universitätsstadt Freiberg. 2007.
- Hrsg.: Steine gegen das Vergessen – Stolpersteine in Freiberg. CJD-Geschichtswerkstatt Freiberg, Art.HOUR, 2011, ISBN 978-3-940475-17-6.
- Hrsg.: „Mein Weg, Herr Oberbürgermeister, ist schon bestimmt“. Judenverfolgung in Freiberg 1933–1945. Geschichtswerkstatt Freiberg, Art.HOUR, 2011, ISBN 978-3-940475-18-3.
- Hrsg.: Zwangsarbeit für den Endsieg. Wie jüdische Mädchen in Freiberg gezwungen wurden, an Hitlers „Wunderwaffen“ mitzubauen. Neue Berichte und Dokumente, Geschichtswerkstatt Freiberg, Art.HOUR, 2015, ISBN 978-3-940475-22-0.